# Problem testowania bomb Elitzura-Vaidmana

Diagram problemu testowania bomb: A – emiter fotonów, B – testowana bomba, C, D – detektory fotonowe. Lusterka w lewym dolnym i prawym górnym rogu są półposrebrzane.

Problem testowania bomb Elitzura-Vaidmana – eksperyment myślowy dotyczący mechaniki kwantowej, opublikowany w 1993 roku przez Avshaloma Elitzura i Leva Vaidmana (przedstawiony w 1991 roku). Dzisiejsza wersja eksperymentu, wykazująca rozwiązanie, została stworzona i z powodzeniem przeprowadzona przez Antona Zeilingera, Paula Kwiata, Haralda Weinfurtera, Thomasa Herzoga z Uniwersytetu w Innsbrucku i Marka Kasevicha z Uniwersytetu Stanforda w 1994 roku. Eksperyment ten wykorzystuje interferometr Macha-Zehndera w celu sprawdzenia, czy miał miejsce pomiar.

## Problem
Weźmy pod uwagę zbiór bomb, z których niektóre to niewybuchy. Bomba znajdująca się w tym zbiorze posiada czujnik fotonowo-spustowy, który wchłonie przeszkadzający foton i zdetonuje bombę. Niewypały nie posiadają czujnika, więc nie wchodzą w interakcję z fotonami. Zatem niewypały nie wykryją fotonów i nie zostaną zdetonowane. Czy da się wykryć, która bomba jest niewybuchem, bez zdetonowania jej? Czy można ustalić, które bomby są niewybuchami, bez detonowania ich?

## Rozwiązanie
Zacznijmy od interferometru Macha-Zehndera oraz źródła światła, które emituje pojedyncze fotony. Jeśli foton emitowany przez źródło światła dotrze do dzielnika wiązki, ma równe szanse na to, aby przelecieć lub odbić się w świetle. Na jednej ścieżce należy umieścić bombę (B), która wykryje foton. Jeśli bomba posiada czujnik, to wchłonie foton i zostanie wyzwolona przez niego. Jeśli bomba nie posiada czujnika, wtedy foton przeleci, a niewybuch zostanie nienaruszony.
Jeśli stan fotonu zmieni się na niedeterministyczny (np. w sytuacji, w której jest w interakcji z półposrebrzanym lusterkiem, kiedy przelatuje lub odbija się w stanie niedeterministycznym), to przejdzie do superpozycji kwantowej, w której przechodzi we wszystkie możliwe stany i może współdziałać ze sobą. Zjawisko to trwa tak długo, dopóki „obserwator” (detektor) nie wejdzie w interakcję z nim. Interakcja ta spowoduje, że nastąpi załamanie funkcji falowej, a foton wróci do stanu deterministycznego.

### Wyjaśnienie krok po kroku
- Po wyemitowaniu fotonu jego promień „prawdopodobieństwa” zarówno przeleci przez najbliższe częściowo odbijające lustro (wybierze dolną drogę), jak i zostanie odbity (wybierze górną drogę). Oba promienie są odbijane/przesyłane ponownie w drugim częściowo odbijającym lustrze (w prawym górnym rogu), więc obydwa detektory otrzymują po 50% „górnego” i „dolnego” promienia. Interferometr jest wyrównany, dzięki czemu interferencja każdej z fal jest destruktywna dla detektora C i konstruktywna dla detektora D pod warunkiem, że nie znajduje się żadna bomba. Następnie wszystkie fotony zostaną wykryte przez detektor D, a przez detektor C nie zostanie wykryty ani jeden. Teraz umieszczamy bombę na interferometrze:

Jeśli bomba jest niewypałem:
- Promień ominie bombę tak, jak jest opisane w powyższej sytuacji, kiedy na interferometrze nie znajduje się żadna bomba. Detektor C nie wykryje fotonów.

Jeśli bomba jest działająca, może zajść:
- Ponieważ bomba jest działająca, foton zostanie przez nią wchłonięty, co spowoduje wyzwolenie bomby i jej eksplozję.
- Bomba zablokuje fotony lecące dolną drogą, przez co nie dojdzie do zjawiska interferencji w drugim częściowo odbijającym lustrze. Teraz jest 50% szansa na to, że foton zostanie wykryty przez detektor C lub D (ale nie przez obydwa jednocześnie).

Tak więc można stwierdzić, że jeśli foton został wykryty w detektorze C, to musiał znajdować się działający detektor w B.
Za pomocą tego procesu można rozpoznać 25% bomb bez detonowania ich, podczas gdy zostanie zdetonowane 50% bomb możliwych do wykorzystania, a pozostałe 25% pozostanie „nieznanych”. Powtarzając eksperyment z bombami „nieznanymi”, stosunek ocalałych, wykrytych i nadających się do użycia bomb wyniesie 33% pierwotnej liczby nadających się do użycia bomb. Przeczytaj sekcję „Eksperymenty” poniżej, gdzie znajduje się zmodyfikowana wersja eksperymentu, za pomocą którego istnieje szansa na wykrycie działającej bomby wynosząca prawie 100%.

## Eksperymenty
W 1994 roku Anton Zeilinger, Paul Kwiat, Harald Weinfurter i Thomas Herzog wykonali ekwiwalent powyższego eksperymentu, tym samym potwierdzając, że pomiary bezkontaktowe (ang. interaction-free measurements) są rzeczywiście możliwe.
W 1996 roku Paul Kwiat wraz z innymi naukowcami opracował metodę z wykorzystaniem urządzeń polaryzacyjnych, które skutecznie zwiększają szanse na rozpoznanie nadającej się do zdetonowania bomby do prawie 100%. Kluczową zasadą jest podzielenie wiązki świetlnej na wiele wiązek świetlnych o bardzo małej amplitudzie i odzwierciedlić wszystkie w lusterku, po czym należy połączyć wiązki w jedną całość. (Zobacz też: nature.com.) Można również wziąć pod uwagę argument, że ta konstrukcja jest po prostu równoważna jamie rezonansowej, dzięki czemu wynik pojawia się w znacznie logiczniejszy sposób. Zobacz Watanabe and Inoue (2000).